# Route 104 (Québec)
Pour les articles homonymes, voir Route 104.
La route 104 (R-104) est une route nationale québécoise qui suit une orientation est / ouest sur la rive sud du fleuve Saint-Laurent. Elle dessert la région de la Montérégie.

## Tracé
La route 104 commence sur la Rive-Sud de Montréal, à La Prairie, à l'intersection du boulevard Taschereau (route 134), empruntant le chemin de Saint-Jean. Cette section correspond à l'ancienne route 9B. Elle se dirige vers le sud-est et atteint Saint-Jean-sur-Richelieu. Là, elle forme un chevauchement avec l'A-35 (Autoroute de la Vallée-des-Forts) pour traverser la rivière Richelieu sur le pont Félix-Gabriel-Marchand. Elle passe ensuite par Mont-Saint-Grégoire et Sainte-Brigide-d'Iberville, contourne Farnham et Cowansville et se termine sur les berges du lac Brome dans la ville du même nom, à la jonction avec la route 243. Cette section était autrefois la route 40 dans l'ancien système de numérotation routière.

### Contournement de La Prairie

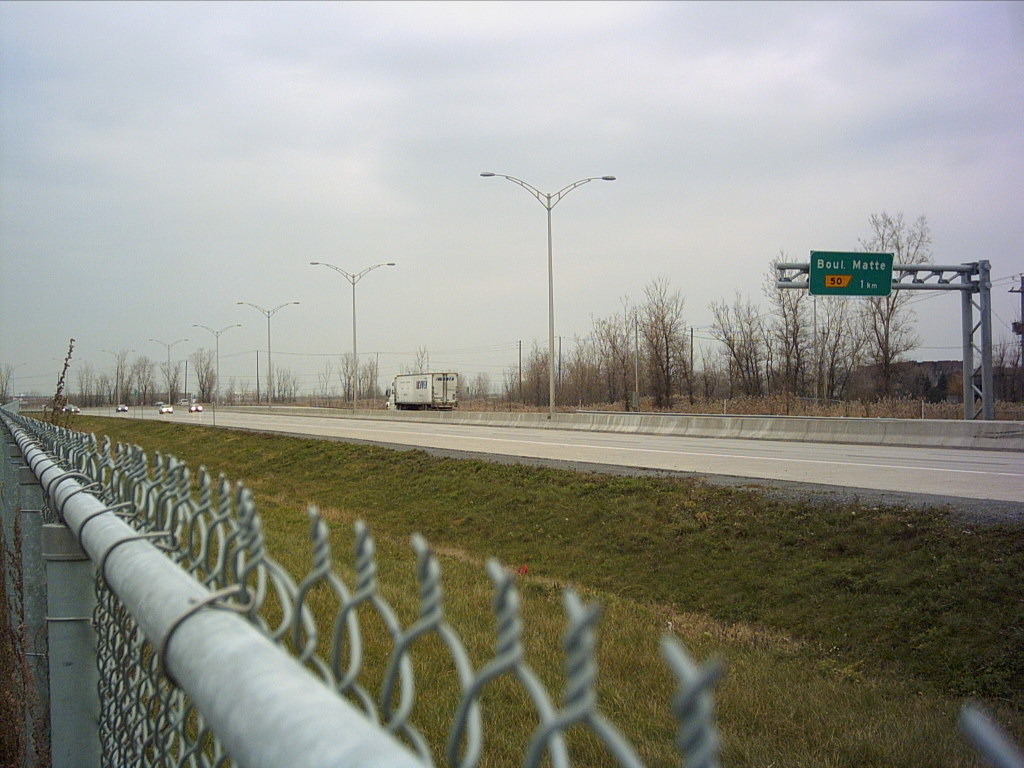
Une partie de l'échangeur avec l'A-15 avait été réalisée.

Des travaux sont entamés en 1964 afin d'ériger une autoroute se substituant à l'itinéraire de la route 9B entre l'A-15 et Saint-Jean-sur-Richelieu. Les travaux, inachevés, ne sont complétés que dans le secteur Saint-Luc. La portion en contournement de La Prairie est qualifié, en 1984, de « projet révolu » par le ministère des Transports, qui opte finalement pour une amélioration de la route 104 dans l'emprise existante.

## Localités traversées (de l'ouest vers l'est)
Liste des municipalités dont le territoire est traversé par la route 104, regroupées par municipalité régionale de comté.

### Montérégie
Roussillon
- La Prairie

Le Haut-Richelieu
- Saint-Jean-sur-Richelieu
- Mont-Saint-Grégoire
- Sainte-Brigide-d'Iberville

### Estrie
Brome-Missisquoi
- Farnham
- Brigham
- Dunham
- Cowansville
- Lac-Brome

## Intersections majeures
| MRC                     | Municipalité                                          | km                | Destinations                                                     | Notes                                                                                              |
| ----------------------- | ----------------------------------------------------- | ----------------- | ---------------------------------------------------------------- | -------------------------------------------------------------------------------------------------- |
| Roussillon              | La Prairie                                            | 0,00              | R-134 – Candiac, Brossard, Montréal                              | |
| Roussillon              | La Prairie                                            | 2,70              | A-30 / R-217 sud – Vaudreuil-Dorion, Sorel-Tracy, Saint-Philippe | Sortie 62 de l'A-30; terminus nord de la R-217                                                     |
| Le Haut-Richelieu       | Saint-Jean-sur-Richelieu                              | 18,80             | A-35 nord / Boulevard Saint-Luc est – Chambly, Montréal          | Terminus ouest du multiplex avec l'A-35; sortie 47 de l'A-35                                       |
| Le Haut-Richelieu       | Saint-Jean-sur-Richelieu                              | 19,90             | R-219 (Rue Pierre-Caisse)                                        | |
| Le Haut-Richelieu       | Saint-Jean-sur-Richelieu                              | 21,90             | R-223 (Boulevard du Séminaire) – Centre-ville                    | |
| Le Haut-Richelieu       | Saint-Jean-sur-Richelieu                              | Rivière Richelieu |                                                                  | |
| Le Haut-Richelieu       | Saint-Jean-sur-Richelieu                              | 23,50             | vvv R-133 nord (Chemin des Patriotes est) – Centre-ville         | Terminus ouest du multiplex avec la R-133                                                          |
| Le Haut-Richelieu       | Saint-Jean-sur-Richelieu                              | 25,90             | A-35 sud / R-133 sud vers I-89 – Vermont                         | Terminus est du multiplex avec l'A-35 / R-133                                                      |
| Le Haut-Richelieu       | Limite Mont-Saint-Grégoire–Sainte-Brigide-d'Iberville | 38,30             | R-227 – Marieville, Saint-Alexandre                              | |
| Brome-Missisquoi        | Farnham                                               | 48,20             | R-233 nord – Saint-Césaire                                       | Terminus sud de la R-233                                                                           |
| Brome-Missisquoi        | Farnham                                               | 49,90             | R-235 nord – Ange-Gardien                                        | Terminus ouest du multiplex avec la R-235                                                          |
| Brome-Missisquoi        | Farnham                                               | 51,90             | R-235 sud – Bedford                                              | Terminus est du multiplex avec la R-235                                                            |
| Brome-Missisquoi        | Cowansville                                           | 70,60             | R-139 nord vers A-10 – Granby                                    | Terminus ouest du multiplex avec la R-139; vers A-10 indiqué en direction est seulement            |
| Brome-Missisquoi        | Cowansville                                           | 73,30             | R-202 ouest – Dunham                                             | Terminus est de la R-202                                                                           |
| Brome-Missisquoi        | Cowansville                                           | 78,60             | R-241 nord – Bromont, Cowansville                                | Bromont indiqué en direction est, Cowansville indiqué en direction ouest; terminus sud de la R‑241 |
| Brome-Missisquoi        | Lac-Brome                                             | 81,30             | R-139 sud – West Brome, Sutton                                   | Sutton indiqué en direction est seulement; terminus est du multiplex avec la R-139                 |
| Brome-Missisquoi        | Lac-Brome                                             | 87,40             | R-215 – Waterloo, Brome, Sutton                                  | Sutton indiqué en direction ouest seulement                                                        |
| Brome-Missisquoi        | Lac-Brome                                             | 93,60             | R-243 vers A-10 – Waterloo, Mansonville, Eastman                 | |
| - Terminus de multiplex |                                                       |                   |                                                                  | |